# Histoire de Lisbonne
 (août 2007).
Si vous disposez d'ouvrages ou d'articles de référence ou si vous connaissez des sites web de qualité traitant du thème abordé ici, merci de compléter l'article en donnant les références utiles à sa vérifiabilité et en les liant à la section « Notes et références ».

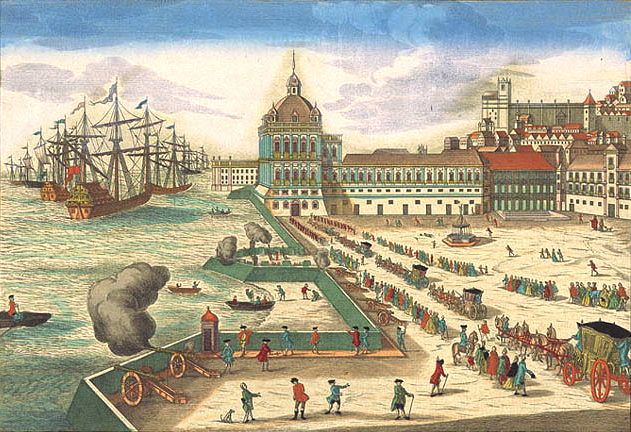
Vue du palais du roi du Portugal à Lisbonne, gravure du XVIII

Lisbonne est la capitale du Portugal depuis 1260. Elle atteignit son apogée à l'époque de l'empire colonial portugais au XVIe siècle.

## Avant-propos
Fondée vers -1200, Lisbonne est l'une des villes les plus anciennes d'Europe (après Athènes, mais avant Rome), et du Portugal (avec Setúbal, Alcácer do Sal, et quelques villes de l'Algarve). Sa prospérité vint :
- de sa position stratégique sur l'estuaire du plus grand fleuve de la péninsule Ibérique, le Tage ;
- de son port naturel, idéal pour le réapprovisionnement des navires de commerce entre la mer du Nord et la Méditerranée ;
- de sa proximité relative, au sud-ouest de l'Europe, avec l'Amérique et l'Afrique subsaharienne.

## Toponymie
Lisbonne a pour autres noms :
- Lisboa en portugais ;
- Alis Ubbo en phénicien ;
- Olissipo en grec ancien ;
- Felicitas Julia en latin ;
- Olissipona en latin vulgaire ;
- Ulishbona en wisigoth ;
- Lisapona.
- Al-Usbuma lors de la conquête mususulmane

## Mythologie
- Antiquité grecque : Mythe de la fondation par Ulysse.

Ulysse aurait fondé la ville, après avoir quitté Troie et rejoint l'Atlantique pour fuir la coalition grecque (voir guerre de Troie). L'étymologie populaire racontait que la cité aurait été fondée par Ulysse, ce qui expliquerait l'origine du nom de la ville, Olissipo. 

## Préhistoire
- Néolithique : Les Ibères s'installent dans la région.

Il en reste quelques mégalithes en périphérie de la ville.
- Ier millénaire av. J.-C.: Arrivée des Celtes.

les Cempsi, les Saefes par exemple.

## Les Phéniciens et les Carthaginois:-1200 à -218
- À partir de 1200 av. J.-C.[1]: Fondation d'un comptoir phénicien.

Ce sont probablement des Tyriotes qui le fondèrent. Ils nommèrent ce comptoir Alis Ubbo (port sûr ou anse agréable). Il était situé au centre de la ville actuelle, sur la pente sud de la colline du château Saint-Georges, jusqu'aux rives du Tage. Il s'agissait d'un emplacement idéal, qui possédait toutes les caractéristiques des emplacements habituels des Phéniciens pour fonder un comptoir :
- C'est un port naturel.
- Il se trouvait sur la route de la Méditerranée à l'Atlantique, vers les îles appelées aujourd'hui Sorlingues et les Cornouailles (commerce de l'étain) : les navires pouvaient ainsi se ravitailler.
- Il se trouve sur l'estuaire du Tage (appelé aussi mer de Paille). Le Tage était un axe de choix pour le commerce avec les tribus à l'intérieur des terres.

Progressivement, d'un simple entrepôt pour le commerce avec la mer du Nord, Alis Ubbo devint un centre commercial de première importance : il s'y échangeait métaux précieux, produits manufacturés, sel, poisson salé, chevaux qui étaient les ancêtres des chevaux actuels lusitaniens, et déjà à l'époque réputés pour leur rapidité.
Même si elle devait un tribut à sa métropole, Alis Ubbo disposait d'une quasi-indépendance.
- vers VIIe siècle av. J.-C. : arrivée des Celtes Cempsi, qui se mêlent aux populations ibères locales.
- vers Ve siècle av. J.-C. : passage sous la domination de Carthage.

Carthage avait plutôt un gouvernement centralisateur, et réduisit généralement l'autonomie des colonies phéniciennes.
Les Grecs tentèrent probablement d'installer un comptoir; il fut rapidement abandonné, face à l'omniprésence de Carthage dans la région.

## Les Romains:-218 à 408
- -218 - -206 : les Romains chassèrent les Carthaginois de l'Hispanie lors des événements de la deuxième guerre punique.
- -205 : Olissipo s'allia avec Rome et devint municipe romain.
- À partir de -194 : affrontements armés entre Romains et tribus celtes du nord ouest de l'Hispanie.

La ville soutenait Rome et devint une base de ravitaillement militaire. Elle subit de nombreuses attaques.
- vers -135 : Olissipo soutint le consul Decimus Junius Brutus dans sa lutte contre les Celtes.

Celui-ci fortifia la ville.
- vers -60 : En retour de sa fidélité, Jules César lui accorde le statut de municipe de droit romain, sous le nom Felicitas Julia :
  - autonomie accordée pour un territoire de 50 km autour de la cité,
  - exemption de tribut vis-à-vis de Rome,
  - ses citoyens obtinrent la citoyenneté romaine.

Ce statut était rare à l'époque pour les villes non italiennes. La cité faisait partie de la nouvelle province de Lusitanie. Elle demeurait très autonome vis-à-vis du gouvernement basé à Emerita Augusta (Mérida), contrairement aux autres localités.
- À partir du Ier siècle av. J.-C. : Constructions romaines[2] :
  - un grand théâtre romain,
  - des thermes (en dessous de l'actuelle Rua da Prata,
  - des temples dédiés à Jupiter, Diane, Cybèle, Tethys, Idaea mater, l'Empereur,
  - une grande nécropole (sous l'actuelle Praça de Figueira),
  - un forum,
  - des insulae (entre la colline du château Saint-Georges et le centre-ville).

### Économie
Olissipo prospéra comme centre de commerce de l'Empire :
- Route commerciale de la Méditerranée (Rome) vers les provinces de Bretagne (surtout les Cornouailles) et celles du Rhin,
- Route de la Lusitanie vers la Méditerranée (Rome).

Elle exportait le garum, très prisé, du vin, du sel.
Elle était le point de départ de la romanisation des tribus du Tage à l'intérieur de l'Hispanie. Elle était reliée par route à deux autres villes de l'Hispanie occidentale : Bracara Augusta (Braga) et Emerita Augusta (Merida).

### Politique
Deux familles, les Julii et les Cassiae, gouvernaient la cité à l'aide d'une assemblée oligarchique. Des traces ont été gardées de pétitions adressées au gouverneur de la province à Emerita Augusta et à l'empereur Tibère, notamment d'une demande d'aide pour combattre les monstres marins, soi-disant responsables des naufrages. Parmi la majorité de latinophones, vivait une importante minorité de commerçants grecs et d'esclaves.

### Religion
L'arrivée des Romains entraîna la conversion du panthéon local vers le panthéon de Rome. Furent notamment vénérés Esculape, Cybèle, ainsi qu'une divinité locale, mi-serpent, mi-lézard.
La ville fut un des centres de propagation du christianisme dans le pays. Un de ses premiers évêques fut São Gens. À l'époque de l'Empereur Dioclétien furent martyrisés les trois frères et sœurs São Veríssimo, Santa Máxima et Santa Júlia (1er octobre 303).
Au cours du IVe siècle, Potamius fut évêque de la ville.

## Les Suèves et les Wisigoths:408 à 714
- Après 408 : invasions par les Alains, Vandales et Suèves.
- Vers 408 : prise de la ville par les Vandales.
- 411 : les Alains, menés par Respendial s'installent en Lusitanie.
- 418 : les Wisigoths délogent les Alains.
- 419 : pillage et incendie de la ville par les Wisigoths menés par leur roi Wallia.
- 469 : intégration au royaume suève.
- 575 à 585 : conquête du royaume suève par le royaume wisigoth de Tolède.

Les Wisigoths appelaient la ville Ulishbona. Malgré cette époque perturbée, et même si elle possédait une population moindre, elle garda des liens commerciaux avec Constantinople. Des communautés grecques, syriennes et juives existaient et échangeaient produits locaux contre produits d'Asie.

## Les Maures:714 à 1147

### Chronologie
- À partir de 710 : Conquête musulmane de l'Hispanie (voir aussi bataille de Guadalete).
- 714 : prise de la ville par Abd al-Aziz ibn Musa bin Nusair.

La ville intégra alors l'empire du Califat omeyyade de Damas.
- 756 : rattachement à l'Émirat de Cordoue.
- 796 : pillage de la ville par les Chrétiens.

La ville, opulente, devient l'objet des raids chrétiens, menés par le roi Alphonse II des Asturies.
- 844 : la ville est assiégée par les Vikings.

Les Vikings finissent par s'en aller, face à la résistance des habitants.
- vers 850 : raid par le roi Ordoño Ier des Asturies.
- 966 : nouvelle attaque sans succès des Vikings.
- vers 1000 : fragmentation du Califat de Cordoue en taïfas.

Les notables de al-Ushbuna oscillèrent entre obéissance à la taïfa de Bajadoz ou celle de Séville. Ils parvinrent ainsi à obtenir une considérable autonomie.
- 1093 : raid par le roi chrétien Alphonse VI de Castille, après la prise de Santarém (al-Santaryn).
- 1094 : arrivée des Almoravides à Lisbonne.

Les Almoravides, menés par `Alî ibn Yûsuf, envahirent la péninsule. Ils furent arrêtés dans la région de Tomar par Gualdim Pais.
- 1111 : Instauration d'un nouveau Califat panhispanique.

### Société
- Pendant le règne maure[4], la ville reprospéra (voir Al-Andalus). Elle devint un grand centre administratif et commercial. Les marchands échangeaient produits locaux avec les produits des contrées méditerranéennes, en particulier l'Afrique du Nord et l'Asie occidentale : sel, poisson, chevaux en échange des épices du Levant, plantes médicinales, fruits secs, miel et peaux.
- Furent construits :
  - une grande mosquée à 7 coupoles, nommée l'Aljama (et d'autres mosquées plus petites),
  - un château[5],
  - une alcazaba (ou alcáçova), palais du gouverneur,
  - une médina (centre urbain),
  - le quartier de l'Alfama (al-hamma en arabe), à côté du centre urbain original,
  - la citadelle al-Madan, l'Almada actuelle, établie sur la rive sud du Tage pour protéger la ville,
  - des habitations,
  - ainsi qu'une nouvelle enceinte (aujourd'hui appelée la Cerca Moura)
- Les Maures introduisirent à la périphérie de la ville l'irrigation des terres agricoles. L'eau venait du Tage et de ses affluents. Ce mode d'exploitation était plus productif, et donnait plusieurs récoltes par an. Étaient cultivés céréales, des légumes comme les laitues, et des fruits comme des oranges.
- Xe siècle= : 100 000 habitants (selon les estimations actuelles).

Parmi Constantinople, Salonique, Cordoue et Séville, la ville est l'une des plus grandes d'Europe, bien avant Paris ou Londres dont la population ne dépassait pas les 10 000 habitants.
La majorité de la population avait comme langue maternelle l'arabe et était de confession musulmane. Une communauté chrétienne, appelée mozarabe subsistait. Les Mozarabes récupérèrent les restes de saint Vincent, futur patron de Lisbonne. Pourtant, dans les terres reconquises, les mozarabes étaient traités presque comme les Juifs par les chrétiens. La communauté juive, après avoir subi les exactions des Wisigoths, prospéra. Chrétiens et Juifs, considérés comme dhimmis devaient s'acquitter d'un impôt spécial, la jizya.
- au début du Xe siècle : Apparition de plusieurs sectes islamiques de convertis hispaniques.

Ces sectes étaient une forme de révolte politique contre les obstacles contre l'ascension sociale. Ces obstacles venaient d'un système hiérarchique strict :
- au plus haut niveau, quelques personnes descendant du prophète Mahomet,
- puis les Arabes,
- puis les Maures et Berbères,
- et enfin les latins islamisés.
Plusieurs leaders latins surgirent. Ils se déclaraient prophètes ou descendants de `Ali (chiites). Ils combattirent les troupes sunnites.

## Le Moyen Âge chrétien:1147 à 1385

### Conquête de la ville:1147
- vers 1000 : Sécession du comté de Portugal du royaume de León.

Le royaume de León était à l'époque en pleine reconquête de la péninsule ibérique. Le centre administratif du comté était Guimarães. Pourtant, c'est la force économique de la ville de Porto qui permit son autonomie. Porto jouissait d'une position (sur un fleuve d'importance, le Douro) et d'une importance similaire à Lisbonne. La conquête de la ville, célèbre et opulente, donnerait le prestige nécessaire pour fonder un royaume.
- 1137 : échec d'une tentative du jeune duc du Portugal Afonso Henriques de conquérir la ville.
- 1139 : Afonso s'autoproclame roi du Portugal.
- 1140 : nouvel échec, malgré l'aide des croisés de la Seconde croisade, qui passaient par le pays.
- 1147, juin et juillet : début d'un nouveau siège.

Afonso obtint l'aide d'une nombreuse flotte de Croisés, environ 164 bateaux remplis de soldats (majoritairement anglais, normands, français et flamands), alléchés par les promesses de pillage libre. Les forces portugaises attaquaient sur terre, tandis que les Croisés montaient leurs machines de siège (catapultes et tours) et attaquaient par la mer. Elles empêchèrent des renforts venus du Sud de rejoindre la ville.
Lors des premiers affrontements entre chrétiens et musulmans, les seconds étaient vainqueurs et parvinrent à tuer de nombreux chrétiens. Le moral des croisés en fut affecté. Des conflits sanglants surgirent entre les divers groupes chrétiens.
Selon la légende, une des portes céda et le Portugais Martim Moniz réussit à la maintenir ouverte aux envahisseurs à l'aide de son propre corps. Il mourut aplati par elle. Plus probablement, une brèche dans les murailles fut ouverte à l'aide des machines.
- 1147, 23 octobre : les chrétiens pénètrent dans la ville.

Suivirent 5 jours de pillages, assassinats et viols par et les Croisés et les Portugais envers la population, sans aucune distinction de religion. La légende raconte que même l'évêque fut tué par des pillards intéressés par le vol des trésors de son église. Selon les chroniques, 30 000 personnes furent mis en esclavage. Beaucoup moururent ou s'enfuirent. Les musulmans restant furent cloisonnés dans un quartier spécifique, la Mouraria.
- 1147, 1er novembre : Dom Afonso Henriques prend officiellement possession de la ville.

Eut lieu une cérémonie religieuse, transformant la grande mosquée en la cathédrale Sé. Un nouvel évêque est nommé : Gilbert de Hastings, un croisé anglais. De nombreux croisés obtinrent des terres et des titres dans la région. Une légende raconte que c'est aussi à cette époque que la dépouille de saint Vincent accosta le rivage de Lisbonne sur une embarcation vide, uniquement guidée par deux corbeaux. Saint Vincent devint donc le saint de la ville et depuis figure sur son blason une barque flanquée de deux corbeaux.

### La ville devint le centre du Portugal:1147 à 1300
- 1179 : Obtention des premiers fors (Foral ou Fuero, équivalent d'une charte) par le roi.

Le Roi souhaitait reconstruire les liens commerciaux de la ville en inaugurent une nouvelle grande foire. Les commerçants juifs et chrétiens renouèrent le commerce entre la ville et les villes d'Andalousie (Séville et Cádiz), la Méditerranée, jusqu'à Constantinople. Ils ouvrirent aussi de nouvelles routes vers les ports d'Europe du Nord, auparavant rarement visités par les commerçants musulmans de la ville. Comme d'habitude lors de ses périodes prospères, la vocation de Lisbonne fut d'être le point d'échange entre la Mer du Nord et la Méditerranée. Grâce aux avancées sur la navigation océanique, les volumes étaient plus importants que durant l'Antiquité. Des maisons de marchands portugais ouvrirent à Séville, Southampton, Bruges, les villes de la Hanse. Les Juifs continuèrent de commercer avec l'Afrique du Nord.
Épices, soie, remèdes, or, ivoire, riz, aluminium, amandes, et sucre étaient achetés aux Arabes. Leur étaient vendus : huile, sel, vin, liège, miel, cire, textiles fins de laine et de lin, étain, fer, colorants, ambre, armes, peaux et produits artisanaux du nord.
Des chantiers navals furent fondés pour construire plus de bateaux commerciaux et militaires. La flotte militaire jouait d'ailleurs un rôle primordial dans la protection du commerce contre les pirates sarrazins. D'autre part, les innovations dans la construction navale sont stimulées par la demande commerciale; en effet, les besoins de la population européenne plus nombreuse s'accroissent.
- 1226 : première référence à la caravelle.

Il s'agissait du premier vrai navire atlantique, solide, synthèse des connaissances chrétiennes, viking, et arabes.
- 1242 : création d'un juge spécifique pour toutes les professions maritimes : l’Alcaide do Mar, Juge de la Mer(?).

Ces professions obtinrent par ailleurs des privilèges et une protection spéciale.
- à partir du XIIIe siècle : la ville s'agrandit de façon importante.

Elle devint un comptoir incontournable entre l'Europe du Nord et les villes méditerranéennes.
Le dynamisme du commerce maritime de Lisbonne provoqua la ruine des commerçants allemands. Effectivement, ceux-ci utilisaient, pour faire le même commerce, la route terrestre, entre la Hollande, la Hanse d'une part, et les ports de l'Italie d'autre part. C'était une route très onéreuse, mais la seule envisageable pendant le contrôle du Sud de l'Espagne et du détroit de Gibraltar par les Maures et les pirates sarrazins. Le Saint-Empire romain germanique perdit de l'influence, et les marchands allemands furent contraints de se tourner vers d'autres marchés, entre autres le commerce avec l'Europe de l'Est.
- 1249 : conquête définitive des Algarves.

Cette conquête sécurisa la ville de Lisbonne.
- 1255 : Lisbonne devint capitale du royaume.

La décision fut prise car la ville était située au centre du territoire portugais et constituait le véritable poumon économique du pays.
Alphonse III transféra la Cour, les Archives et le Trésor de Coimbra à Lisbonne.
- 1290 : fondation par le roi Denis de l'université, Estudo Geral (ou Étude générale)[7].

### 1300 à 1383
- 1308 : transfert de l'université à Coimbra, à cause des conflits entre étudiants et Lisboètes.
- vers 1300  : récupération de terres sur la mer, dans une zone comprenant la place du Commerce actuelle.

Des terrains déjà boueux furent dragués. De nouvelles rues furent dessinées, telle la Rua Nova, et le centre de la ville se déplaça de la colline du château vers le Rossio. Denis fit aussi construire une enceinte contre les pirates et restaura l'Alcazaba et la Sé.
Au-delà du fait que de nombreuses communautés de Portugais s'installaient dans les villes d'Europe, des marchands d'autres pays s'établirent à Lisbonne. La ville devint ainsi une des villes incontournables du commerce international. De la communauté la plus importante à la moindre : Juifs portugais, Génois, Vénitiens, Italiens, Hollandais, Anglais. Ces marchands ramenèrent à Lisbonne de nouvelles techniques cartographiques et de navigation, bancaires, financières, le système du mercantilisme.
- 1308 : signature d'une alliance avec l'Angleterre[9].

L'objectif est de se protéger des tensions avec le royaume de Castille. L'Angleterre est le partenaire commercial le plus important à l'époque de Lisbonne (et aussi de Porto).
Le roi Ferdinand Ier enclencha une guerre avec la Castille. Une attaque contre Séville, menée par une flotte de navires lisboètes et génois, échoua. Les Castillans répliquèrent en assiégeant Lisbonne.
- 1373 : prise de Lisbonne par les Castillans.

Ces derniers partirent à la suite du paiement d'un tribut. Ce fut à la suite de cet événement que fut construite la Grande enceinte fernandine.
En bas de l'échelle sociale vivaient les journaliers, les marchands de rue, les pêcheurs, les agriculteurs de potagers. Les rues de métiers datent de cette époque. Entre elles s'organisaient les corporations dirigées par les Maîtres : Rua do Ouro (orfèvres); Rua da Prata (joailliers d'argent); Rua dos Fanqueiros(?); Rua dos Sapateiros (Cordonniers); Rua dos Retroseiros(chemisiers) et Rua dos Correeiros(?). Ces corporations instruisaient des apprentis. Elles avaient des systèmes de protection sociale et de contrôle des prix dont tous ses membres bénéficiaient. Les aristocrates, attirés par la cour, construisaient de grands palais. Ils exerçaient des fonctions administratives.
La classe sociale la plus importante était assurément la bourgeoisie marchande. La ville et son territoire (le Concelho ou municipalité) était gouvernée par une oligarchie, les magnats du commerce.
Certaines professions liées aux marchands commencèrent à prospérer dans la ville : les banquiers, pour coordonner les risques; hommes de loi, pour protéger les droits; ingénieurs pour construire les navires et instruments de navigation. Grâce à leur influence, les marchands réussirent à obtenir des mesures mercantilistes. Ils furent à l'origine de l'exploration de nouveaux marchés. Ils fondèrent la Compagnie de Navigation (ou Companhia das Naus), une véritable compagnie d'assurances; celle-ci exigeaient des armateurs le paiement de cote-parts, en échange de quoi les pertes sur les navires étaient mutualisées. Elle assurait plus de 500 grands navires.
Avec l'accroissement de leurs bénéfices, les marchands acquirent des titres de noblesse, alors que les nobles (fidalgos) se tournaient eux-mêmes vers le commerce.
Deux grandes minorités habitaient Lisbonne : les juifs et les musulmans (non seulement des Maures mais aussi des Arabes et des Latins islamisés). Il y avait un grand quartier juif, qui s'étendaient sur les paroisses de Santa Maria Madalena, São Julião et São Nicolau, dans la Rua Nova et la rue des Marchands (où se tenait la Grande Synagogue. Les Juifs représentaient plus de 10 % de la population. Ils étaient de grands commerçants, liés à leurs coreligionnaires à travers toute l'Europe, l'Afrique du Nord, et le Moyen-Orient. Ceux qui ne commerçaient pas constituaient une grande partie des lettrés de la ville, comme les médecins, avocats, cartographes, spécialistes dans les sciences ou les arts. Leur activité était fondamentale pour la vitalité de l'économie de la ville. Pourtant, ils étaient contraints de vivre séparément, ne devaient pas sortir la nuit, devaient porter des signes distinctifs sur leurs vêtements et payer certains impôts supplémentaires. Ils étaient de toute façon les premières victimes en cas d'insurrection populaire.
La Mouraria était le ghetto dédié pour les musulmans. La (nouvelle) grande mosquée s'y trouvait, dans la Rua do Capelão. Contrairement aux Juifs, la plupart des élites maures s'étaient réfugiées en Andalousie, ou en Afrique du Nord. La majorité des musulmans étaient des travailleurs de bas niveau de qualification, quand ils n'étaient pas simplement esclaves de chrétiens. Eux aussi devaient porter des signes distinctifs sur leurs vêtements, payer des impôts supplémentaires, et souffraient des violences populaires. Le terme saloio provient de l'impôt spécial payé par les musulmans qui cultivaient des vergers dans les limites de la ville, le salaio. D'ailleurs, le terme alfacinha (synonyme de lisboète) vient de la culture des légumes par les Arabes (?).
- 1290 : premier séisme historique.

Des milliers de personnes furent tuées, et de nombreux bâtiments détruits. D'autres séismes eurent lieu en 1318, 1321, 1334, 1337, 1344, 1346, 1356, 1366, 1395, 1404.
- 1333 : famine.
- 1348 : première épidémie de la peste noire.

La moitié de la population lisboète décéda. De nouvelles épidémies revinrent tous les 10 ans environ, tuant moins de personnes à chaque fois, au fur et à mesure que naissaient des personnes plus résistantes. La prospérité de la ville s'arrêta temporairement.

### Crise politique:1383 à 1385
- 1383 à 1385 : crise politique.

À la mort du roi Ferdinand Ier, la couronne passa entre les mains du roi de Castille, Jean Ier. Cette crise fut l'incarnation de l'opposition de l'époque entre l'aristocratie et le clergé d'une part, et les marchands de Lisbonne d'autre part. Les grands aristocrates et les membres du clergé venaient pour la plupart de l'ancien Comté du Portugal, ils soutenaient la Castille. Ils avaient acquis lors de la Reconquista, de nombreuses terres du sud. Ils avaient des intérêts et une culture similaires à celles des Castillans, notamment en ce qui concerne les distinctions sociales basées sur la propriété de la terre, l'esprit de croisade contre les Maures en Afrique du Nord, l'union de toute la péninsule Ibérique. Ils avaient fondé et conquis le Portugal. L'emprise croissante de Lisbonne sur la politique menaçait leur suprématie, alors qu'une alliance avec les nobles castillans la rétablissait et la renforçait.
Ces intérêts allaient à l'encontre de ceux des marchands de Lisbonne, nombreux d'entre eux faisaient d'ailleurs partie de la petite noblesse. Pour eux, les pratiques féodales et les guerres terrestres des Castillans représentaient un risque pour leurs affaires. Cette union aurait entraîné les transferts des fonds et privilèges distribués aux marchands et à la construction des navires de commerce et de guerre vers les armées terrestres et les nobles.
C'est pourquoi les marchands et nobles marchands de Lisbonne soutinrent l'action de Jean, Maître d'Aviz.
- 1384, avril : début du siège de la ville par le roi Jean Ier de Castille.

Autant Jean de Portugal avait besoin de Lisbonne pour son argent, autant Jean de Castille en avait besoin pour des raisons d'ordre politique, pour y être couronné. La marine castillane bloqua le port de la ville, et contrôla le Tage.
- 1384, 18 juillet : Le blocus est rompu ponctuellement.

Une escadre menée par Rui Perreira réussit à faire entrer un chargement de nourriture aux habitants qui commencent à souffrir de famine. Mais presque tous les navires furent coulés et Rui Perreira périt lors de l'opération. Le siège continua, la situation paraissait perdue pour les Lisboètes. Pourtant, le siège n'était pas facile pour autant pour les Castillans. Ils ne recevaient pas de renforts, et avaient des problèmes d'approvisionnement, à cause des actions de Nuno Álvares Pereira dans l'arrière-pays. À la fin de l'été, une épidémie de peste noire se répand dans les rangs de l'armée castillane.
- 1384, 3 septembre : fin du siège.

Jean de Castille retire ses troupes terrestres. Quelques semaines plus tard, la flotte castillane abandonne le Tage.
- 1385, 14 août : bataille d'Aljubarrota.

La victoire de Jean de Portugal scella la fin de la guerre et sa reconnaissance en tant que roi du Portugal. C'est à partir de cette date que le cœur du pays passa réellement du nord vers Lisbonne. Les marchands lisboètes formèrent la nouvelle aristocratie portugaise. Ce pays devint une sorte de cité-État, dont le destin dépendait essentiellement des intérêts de Lisbonne.

## L'âge d'or:1385 à 1580

### L'essor hors d'Europe:1385 à 1415
Les nouveaux nobles de la ville se construisirent des palais dans le quartier de Santos. L'université fut rapatriée à Lisbonne, et s'installa dans l'Alfama. Furent aussi construit l'église des Carmes, la douane, et quelques-uns des premiers immeubles d'habitation à cinq étages d'Europe. La ville était parcourue de rues étroites et tortueuses, la plupart en terre battue. Les maisons alternaient avec les potagers et les vergers.
La ville continuait de s'agrandir. Elle importait du blé de Castille, France, Rhin, et du Maroc. La croissance de Lisbonne par rapport au reste du pays était en fait exagérée, et la ville ressembla de plus en plus aux autres cités commerciales, véritables centres économiques de l'époque :
- Anvers en mer du Nord,
- Venise, Gênes, Barcelone ou Raguse en Méditerranée,
- Hambourg, Lübeck, et d'autres en mer Baltique.
La politique étrangère du Portugal suivait les intérêts de Lisbonne. Furent signés plusieurs accords de commerce et de coopération.
- 1392 : accord commercial avec Venise.
- 1398 : accord commercial avec Gênes.

D'autres accords furent signés avec Pise et Florence. Les marchands italiens vivaient sur place, et un certain nombre furent naturalisés et même anoblis.
- 1415 : Conquête de Ceuta.

Cette conquête permit aux marchands lisboètes de mieux contrôler le commerce avec la Méditerranée, de faciliter la lutte contre les pirates sarrazins. Elle permit aussi d'obtenir l'importation de blé marocain à un meilleur tarif. Enfin, les Lisboètes contrôlèrent le commerce d'or et d'ivoire transitant par Ceuta, et évitaient ainsi qu'il ne soit capté par les cités rivales Séville ou Barcelone.
L'Angleterre, alliée au Portugal, était à l'époque son partenaire commercial le plus important.

### Les premières découvertes:1415 à 1500
Voir Empire colonial portugais.
Les Italiens dominaient (avec les Arabes) la navigation sur la Méditerranée depuis le déclin de l'Empire romain d'Orient. Lisbonne profita d'une collaboration étroite avec plusieurs Italiens. Des expéditions furent entreprises avec des équipages italo-portugais. Elles furent à l'origine de la découverte des archipels des Açores, de Madère. Dans ces îles furent fondées de nouvelles villes portuaires. Elles furent utiles comme point de départ de l'exploration de nouveaux marchés.
Les marchands et politiques portugais souhaitaient trouver des routes commerciales alternatives aux routes existantes, sans passer par les péages musulmans :
- la route de l'or, des esclaves, et de l'ivoire : des caravanes arabes partaient des régions à l'époque appelées Soudan et traversaient l'Afrique du Nord musulmane pour arriver dans les ports du nord du Maroc,
- celle des épices, telles que le poivre: des navires arabes et des caravanes, partaient de l'Inde et de l'Asie orientale, passaient par les ports de la mer Rouge. Les marchandises étaient vendues aux Vénitiens et aux Génois, qui les acheminaient par navire jusqu'en Europe occidentale.
Deux partis continuaient à lutter à la cour du roi : les nobles du nord et les marchands. Les premiers étaient très favorables à la conquête du Maroc, qui leur permettrait d'obtenir de nouvelles terres, alors que les seconds préféraient se concentrer sur la prospection commerciale. Chacun de partis cherchaient à affaiblir l'autre. Après quelques conspirations et quelques incidents, dans lesquels les nobles demandèrent une nouvelle fois l'aide des Castillans, le parti vainqueur fut celui des marchands lisboètes. Certains chefs nobles, tels que les ducs de Bragance et de Viseu furent même exécutés. Les projets de conquête furent temporairement abandonnés.
L'infant Henri le Navigateur fut le promoteur des recherches pour de nouvelles routes. Il fut l'organisateur d'un certain dirigisme d'État : pour obtenir les capitaux nécessaires à l'ouverture de nouvelles routes, il avait besoin de la coopération de l'ensemble des marchands du pays. Des expéditions furent organisées sous forme de contrat avec quelques-uns des bourgeois les plus influents de Lisbonne.
- 1432 : Une grande peste sévit à Lisbonne se répandant dans tout le pays. La maladie prit fin grâce à l'intervention de Monseigneur André Dias qui incita le peuple à invoquer le nom de Jésus. Ce faisant, les malades guérirent miraculeusement et la maladie disparut en quelques jours. Lisbonne ainsi que tout le Portugal furent ainsi libérés de la peste.

- 1460 : découverte du golfe de Guinée.
- 1469 : contrat de découverte entre le marchand lisboète Fernão Gomes(voir ce nom) et le roi Alphonse V.

Les îles de Madère et des Açores commencèrent à être colonisées. La culture de produits commerciaux pour Lisbonne était privilégiée : canne à sucre et vin. En Guinée, s'échangeaient des produits bon marché tels que les poteries de métal et les tissus contre de l'or, de l'ivoire et des esclaves. Cette activité s'effectuait dans des comptoirs (ou feitorias) contrôlés par les Lisboètes. Les autochtones changeaient leurs activités économiques dans l'objectif d'échanger avec les Européens des comptoirs. Les mariages entre habitants des comptoirs et filles de chefs locaux facilitaient par ailleurs les échanges. L'objectif était le profit, et pas la conquête ou la colonisation, ce qui aurait coûté trop cher.
Le commerce lisboète connut alors une nouvelle expansion. Arrivèrent dans la capitale :
- le sucre de canne et le vin de Madère,
- le blé de Ceuta,
- le musc, l'indigo et d'autres colorants pour les tissus, le coton de l'Afrique du Nord,
- d'importantes quantités d'or provenant de Guinée et du royaume de Ghana, qui faisait beaucoup défaut en Europe à la fin du XVe siècle,
- des esclaves africains, achetés par les propriétaires terriens, même à l'intérieur des terres du Portugal,
- les malaguetas (ou Capsicum) de Guinée. Rapidement, ce fruit, de monopole lisboète, conquit la cuisine méditerranéenne.
Toutefois, les marchés les plus juteux apparurent à la suite d'une autre découverte, celle des Indes et de l'Orient. La guerre entre l'Empire ottoman et Venise augmentait de façon importante les prix du piment, des épices et de la soie transportés par les Vénitiens à partir d'Égypte. C'est entre autres pour trouver une solution à ce problème que l'expédition de Vasco de Gama fut organisée, à l'initiative des marchands lisboètes.
- XVe au XVIIe : la plupart des expéditions des Grandes découvertes partirent de la ville.
- 1497 : départ de l'expédition de Vasco de Gama vers les Indes.
- 1498 : arrivée en Inde de Vasco de Gama.

À partir de l'Inde, les marchands atteignirent la Chine, où fut fondé le comptoir de Macao, les îles indonésiennes, et le Japon. Ils établirent des contrats commerciaux et des ports d'escale avec les chefs et rois en Angola et Mozambique. Afonso de Albuquerque consolida ces bases pour former un grand empire colonial. Sa flotte sécurisa l'océan Indien et plaça des ports dans des endroits adéquats. Cela favorisa les marchands venus de Lisbonne, qui étaient en compétition avec les marchands turcs et arabes. Là encore, aucun territoire n'était conquis, seulement des ports d'échange avec les autochtones et des fortins furent installés.
- 1500 : découverte du Brésil par Pedro Álvares Cabral.

### La ville la plus riche du Monde:1500 à 1540
Lisbonne obtint alors pendant plusieurs années un monopole européen sur un certain nombre de produits : à côté des produits africains :
- le poivre, la cannelle, le gingembre, la noix de muscade, les plantes médicinales, les tissus de coton et les diamants d'Inde.
- les épices des Moluques,
- les porcelaines Ming et la soie de Chine,
- les esclaves du Mozambique,
- le Pau-brasil (ou Paubrasilia echinata),
- le sucre du Brésil.
Parallèlement, Lisbonne continuait à faire le commerce d'autres produits : morue séchée pêchée en Terre-Neuve, les fruits secs, le vin.
- XVIe : Âge d'or de Lisbonne.

La ville devint LE centre commercial entre Occident et Extrême-Orient. Camoens la surnomma « la princesse incontestée des autres cités du Monde, devant qui cède la mer profonde ».
Les autres villes portugaises, telles Porto et Lagos contribuaient au commerce extérieur de façon marginale, se limitant à l'import-export à partir de Lisbonne. Les Lisboètes contrôlaient une bonne partie du commerce d'Anvers, auprès de laquelle ils importaient des tissus fins vers le reste de l'Europe. Les marchands italiens et allemands abandonnèrent rapidement les anciennes routes commerciales. Ils fondèrent des maisons de commerce à Lisbonne qui réexportaient les produits vers l'Europe de l'Est et le Moyen-Orient.
Lisbonne devint le marché dédié aux goûts de luxe des élites de toute l'Europe. Venise et Gênes furent ruinées. L'Angleterre et la Hollande se virent obligées d'imiter les Portugais pour limiter les pertes de devises. Pendant plusieurs décennies, les Lisboètes contrôlèrent l'ensemble du commerce du Japon jusqu'à Ceuta. La ville devint extrêmement réputée, et fut sans doute la ville la plus riche du monde du XVIe siècle. Immigraient vers elle les commerçants de toute l'Europe qui se mélangeaient aux minorités juives et musulmanes. La ville comptait un grand nombre d'esclaves africains (entre 10 et 20 % de la population), mais aussi quelques Indiens, Chinois et même des Japonais et des Indiens brésiliens.
À l'époque du roi Manuel Ier, avaient lieu dans les rues de la ville des fêtes avec des défilés de lions, éléphants, rhinocéros, chameaux et d'autres animaux que l'on n'avait plus vus en Europe depuis le temps des cirques romains. Un rhinocéros et un éléphant furent même offerts au pape Léon X (voir Château d'If). L'histoire de Lisbonne et de ses découvertes étaient tellement renommée que lorsque Thomas More inventa son île d'Utopia, il tenta de lui donner une crédibilité en racontant que ce furent les Portugais qui la découvrirent.

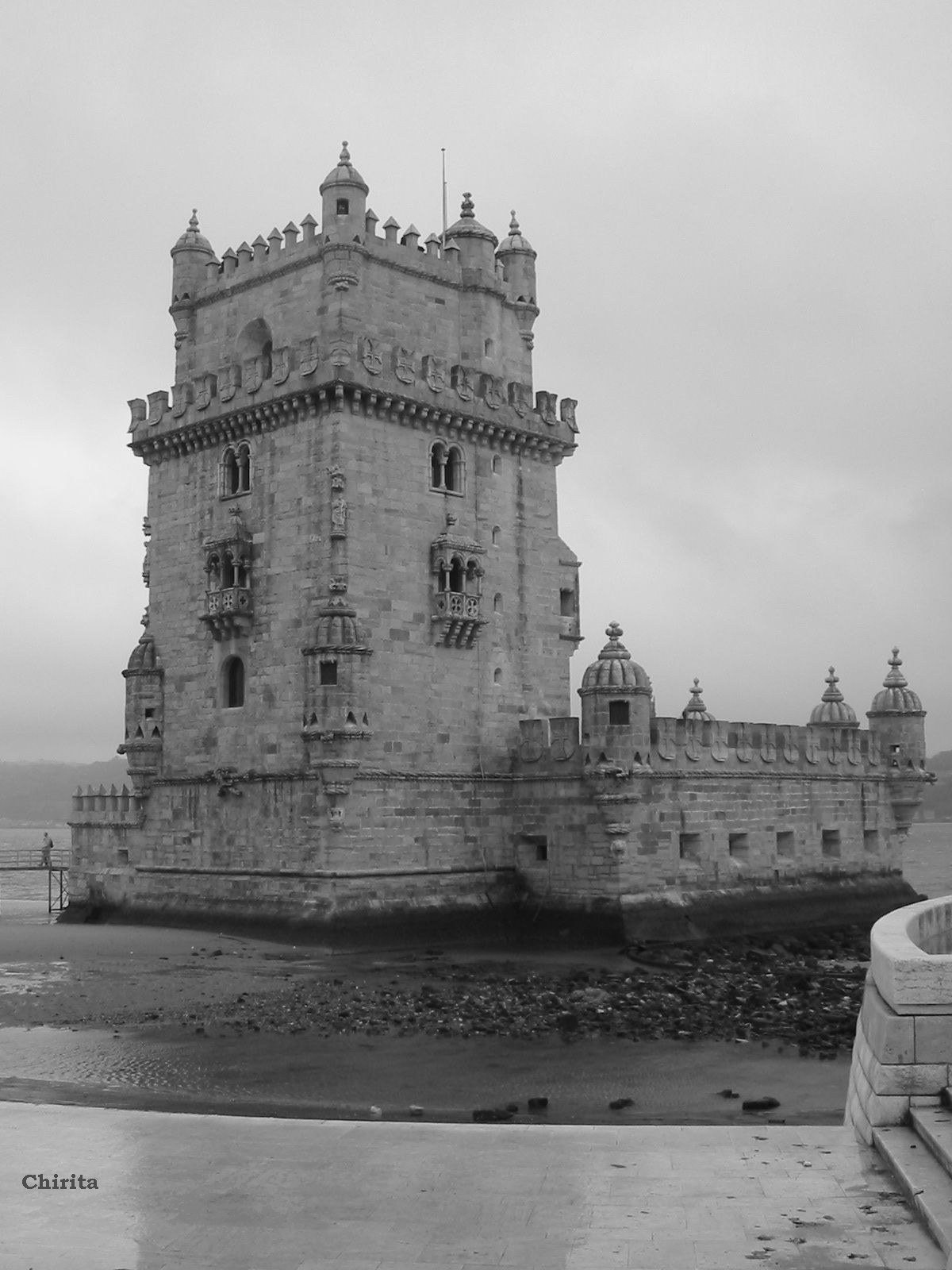
Au côté de la Torre de Belém ancraient les navires qui allaient partir à la découverte du monde.

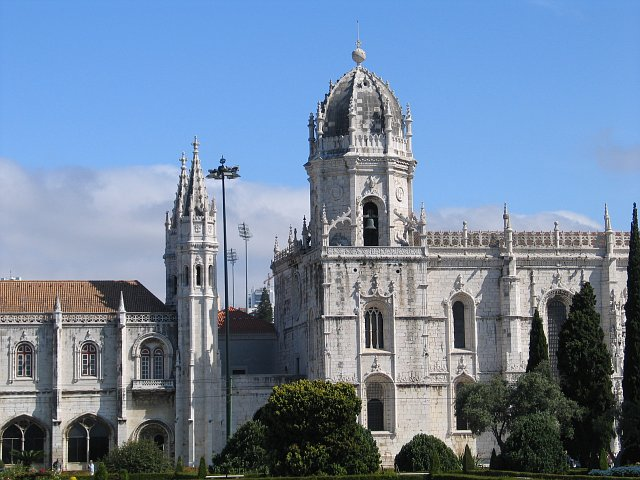
Le Mosteiro dos Jerónimos, achevé en 1572.

- XVIe siècle : Création des grandes Maisons portugaises de commerce dans la capitale.

Le but fut d'organiser le commerce privé et de collecter les impôts. Furent créées :
- Maison des Mines,
- Maison d'Arguim,
- Maison des esclaves,
- Maison des Flandres,
- Maison des Indes. (Maison ou Compagnie ?)
Les bénéfices importants furent utilisés pour la construction de nouveaux édifices :
- Monastère Mosteiro dos Jerónimos,
- la tour de Belém, selon le nouveau style manuélin, qui évoque le commerce d'outre-mer,
- le fort de Saint-Julien de la Barre (pt), sur une île du Tage,
- le Terreiro do Paço ou place du Palais,
- le nouveau et imposant palais royal,
- l'Arsenal militaire, tous ces bâtiments étant construits proche de la mer de Paille,
- l'hôpital royal de tous les Saints,
- de nombreux palais et maisons privées.
Le pavement des rues avec des formes géométriques et des dessins formés par des cubes de calcaire blanc et de basalte noir (la chaussée portugaise), fut un luxe qui démarra à l'époque. La plupart des autres villes d'Europe ne pouvaient pas se le payer. Selon Bernardo Gomes de Brito la Rua do Guarda-Mor est une des artères principales de Lisbonne. La ville s'étendit et sa population atteignit jusqu'à 200 000 habitants. On construisit le Bairro Alto (ou haut quartier), d'abord appelé Vila Nova dos Andrades en l'honneur des riches bourgeois galiciens qui s'y établissaient. Il devint rapidement le quartier le plus aisé de la ville.
- 1552 : inauguration de la Feira da Ladra[16].

Habitaient à Lisbonne la génération d'or des Sciences et des Lettres portugaises : l'humaniste Damião de Góis, le mathématicien Pedro Nunes, le médecin et botaniste Garcia da Orta, le navigateur Duarte Pacheco Pereira, les écrivains Luís de Camões, Bernardim Ribeiro, Gil Vicente, le philosophe Isaac Abravanel.
Toutes les classes profitaient du système. C'étaient les nobles urbains de l'Administration royale et les bourgeois qui en bénéficiaient certes le plus ; mais même les pauvres vivaient dans un luxe impensable pour leurs contemporains européens. Les travaux pénibles étaient réalisés par les esclaves africains et par les Galiciens. Le marché aux esclaves se tenait sur la Praça do Pelourinho. Les familles des esclaves étaient séparées. Ceux-ci travaillaient la journée sans toucher un salaire et subissaient des mauvais traitements. Les Galiciens par contre, avaient la possibilité de quitter l'Espagne rurale et ses conditions de vie misérables. La faible barrière linguistique favorisa leur intégration.
La population juive comprenait des pauvres, mais aussi un certain nombre des plus éduqués et riches commerçants, financiers et lettrés de la ville.
- 1489 : Premier livre imprimé à Lisbonne.

Il s'agit des Commentaires sur le Pentateuque (pt), écrit en hébreu par Moisés ben Nahman, et publié par Eliezer Toledano.
- 1492 : Expulsion des Juifs d'Espagne par les rois catholiques d'Espagne.

Voir Décret de l'Alhambra, Inquisition : Inquisition espagnole, Limpieza de sangre.
Beaucoup de Juifs s'installèrent à Lisbonne. Il est probable que la population juive de Lisbonne doubla, pour atteindre 1/5e de la population totale. En échange d'un mariage royal, les rois catholiques demandèrent au roi Manuel Ier d'expulser aussi les Juifs (à vérifier ?). Mais les Juifs avaient une importance cruciale dans la prospérité de la ville. Manuel décréta que tous les Juifs devaient se convertir en catholiques, et qu'il ne leur était pas possible de quitter le pays. Pendant un certain nombre d'années, ces Chrétiens nouveaux pratiquaient le judaïsme en secret. Des émeutes et des violences eurent lieu contre eux; beaucoup d'enfants furent retirés à leurs parents et confiés à des familles chrétiennes, qui souvent les tenaient en esclavage. La tolérance des autorités pourtant perdura.
La conséquence de ceci fut que les nouveaux chrétiens, libérés des limites légales imposées aux Juifs, purent accéder aux plus hautes charges de l'État. Ils étaient bien souvent mieux éduqués et plus habiles que les aristocrates, anciens chrétiens, descendant des vieilles familles du nord. Cela créa des dissensions.
- 1506 : pogroms des nouveaux chrétiens provoqué par la noblesse.

Plusieurs milliers d'entre eux furent massacrés par des milices populaires. Celles-ci furent mises en déroute par les troupes royales.
- 1531, 26 janvier : tremblement de terre. Plusieurs milliers de morts.
- 1531 : Instauration de l'Inquisition au Portugal.

Des limitations légales (pureté de sang ou Limpeza de sangue) à l'accès aux charges de l'État.

### Premiers signes du déclin:1540 à 1580
- 1540, 20 septembre : premier autodafé (bûcher d'hérétiques) sur le Terreiro do Paço.
- 1569 : grande peste.

Un tiers de la population lisboète décède.
L'Inquisition provoque la mort au bûcher d'un grand nombre de nouveaux chrétiens, sans parler des confiscations de propriété et de richesses de nombreux autres. Un certain nombre de marchands chrétiens anciens furent aussi expropriés, à la suite de dénonciations anonymes erronées. Par ailleurs, à cause des mariages entre les enfants des bourgeois qui étaient associés, peu de marchands pouvaient prétendre à ne pas avoir du sang de chrétien nouveau dans les veines. Ainsi, l'Inquisition se transforma en un instrument de contrôle social, favorable à la vieille noblesse chrétienne, et défavorable à quasiment l'ensemble des marchands lisboètes. Finalement, elle permit de restituer à la noblesse la suprématie qu'elle avait perdue.
Ce fut dans ce climat d'intolérance et de persécution que les bénéfices obtenus par les risques et le génie des marchands s'effondrèrent. La jalousie des nobles fut l'une des causes de la destruction de la prospérité de Lisbonne. L'ancien climat libéral propice au commerce disparut et fut remplacé par un fanatisme religieux et conservateur. Un grand nombre de marchands s'enfuirent en Angleterre et en Hollande. Là-bas, ils diffusèrent les connaissances navales et cartographiques des Portugais. Les marchands portugais, sans les conditions de stabilité, sécurité, soutien et de crédit, souffrirent de l'Inquisition et commencèrent à ne plus être capables de concurrencer les marchands anglais et hollandais. Ceux-ci leur volaient des marchés en Inde, Indonésie et Chine.
- 1578 : désastre militaire de Ksar el-Kébir.

Les nobles du Nord avaient convaincu le jeune roi Sébastien de se tailler un empire territorial en Afrique du Nord. Le roi mourut sans héritier direct lors de cette bataille. Les aristocrates se tournèrent alors vers l'Espagne.
- 1580 : Philippe II d'Espagne couronné roi du Portugal sous le nom Philippe Ier du Portugal.

Le candidat des marchands affaiblis, le prieur de Crato dom António, un chrétien nouveau, fils de mère juive, fut mis en échec. Philippe réussit en fait une des ambitions de son père Charles Quint, qui affirmait : « Si j'étais Roi de Lisbonne, je deviendrai en peu de temps Roi du Monde ».

## Le déclin:1580 à 1807

### La domination espagnole:1580 à 1640
La lutte entre l'Espagne et les Pays-Bas révoltés marqua politiquement le début de la déliquescence de l'Empire Portugais. De nombreux navires de guerre portugais furent détruits lors du naufrage de l'Invincible Armada. Après ce naufrage, les Anglais et les Hollandais commencèrent à contrôler les océans. Ils se concentrèrent sur la capture des comptoirs portugais, plus aisés à prendre que les grands territoires d'Amérique latine. Furent pris les ports du nord du Brésil, Luanda en Angola, les ports d'Afrique occidentale, le cap de Bonne-Espérance, Ceylan, Malacca et les îles Moluques en Indonésie, l'île de Formose, la licence de commercer au Japon.
La perte de navires (dans l'Armada), la perte de comptoirs, les impôts élevés pour soutenir la guerre aux Pays-Bas, en plus de l'Inquisition ruinèrent définitivement une bonne partie des marchands lisboètes. Lisbonne commença à perdre de son importance sur la scène européenne.
- 1598 : tremblement de terre et peste.

Avec l'accord de la noblesse portugaise, Philippe IV d'Espagne réunit finalement sous une même couronne royaume du Portugal et royaume d'Espagne. Lisbonne perdit à partir de ce moment le reste de son influence politique, et ne devint plus qu'une ville de province. L'activité économique de la ville diminua, et sa population baissa jusqu'en dessous de 150 000 habitants.
Les constructions de cette époque furent de deux types : les défenses contre les pirates, et les édifices religieux, pour appeler à la loyauté envers la monarchie catholique universelle prônée par le roi :
- Le Torreão (pt), une tour massive près du Terreiro do Paço fut élevé,
- le Couvent Convento de São Vicente de Fora (pt),
- une nouvelles enceintes, selon de nouvelles dispositions en accord avec l'ingénierie militaire de l'époque (comme la Torre do Bugio (pt) sur une île au milieu de la Mar da Prata,
- des fortifications à Cascais, Setúbal et sur la rive sud. Les pirates anglais et hollandais (comme Francis Drake) attaquèrent plusieurs fois des places fortes portugaises, mais ne s'aventurèrent jamais à Lisbonne.
Avec le déclin économique et le chômage, la pauvreté et la criminalité augmentèrent. Les autorités espagnoles furent obligées d'introduire un nouveau corps policier : les quadrilheiros (pt). Ceux-ci patrouillaient dans les rues de la ville. Ils étaient chargés des crimes dans la rue, des rixes, de la sorcellerie, et du jeu. Selon certains textes de l'époque, le taux de meurtres aurait été supérieur, au début des années 1600 dans une ville de 150 000 personnes, au taux actuel de la ville (2 500 000 habitants).
* 1636 : Révolte des Catalans.
Madrid demanda au Portugal de fournir hommes et fonds pour réprimer cette révolte. Lisbonne et Barcelone étaient deux villes de marchands, oppressées par les impôts castillans. Les marchands lisboètes s'allièrent alors à la petite et moyenne noblesse. Ils convainquirent le duc de Bragance, dom João d'accepter le trône.
- 1640 : Révolte à Lisbonne pour restaurer le royaume de Portugal.

Voir Philippe III de Portugal.
Les conspirateurs, avec l'appui initial du cardinal Richelieu prirent d'assaut le palais du gouverneur. Dom João fut acclamé roi du Portugal sous le nom João IV. L'ancienne alliance avec les Anglais fut réactualisée.

### L'or du Brésil:1640à1755
Durant les années après la Restauration, la ville devint de plus en plus dominée par les ordres religieux catholiques. Plus de 40 couvents furent fondés, en plus des 30 déjà existants. La population religieuse vint jusqu'à constituer 5 % de la population totale. Leur prospérité était due en partie par leurs privilèges et des expropriations. Le climat politique était de plus en plus conservateur et autoritaire. L'Inquisition se concentrait sur le contrôle des mentalités, surveillant les idées et la créativité. Les fils cadets, n'héritant pas de leur père, et qui auparavant se dirigeaient vers le commerce et les entreprises outre-mer, se réfugiaient à présent dans les ordres religieux. Ils vivaient à compte d'autrui, souvent en suivant peu les règles religieuses.
Le déclin économique fut arrêté lors de la découverte de l'or du Brésil, dans ce qui est aujourd'hui l'État Minas Gerais. Cette découverte ne dut rien à l'initiative privée, elle fut l'aboutissement d'une exploration financée par l'État.
- 1699 : arrivée à Lisbonne du premier or extrait.

L'État, ne contribuant quasiment pas à l'exploitation des mines, recevait le 5e de l'or extrait. Les recettes royales atteignirent rapidement plusieurs tonnes annuelles (plus de 15 tonnes à partir de 1730. Le budget portugais était financé quasiment entièrement par cette taxe. Cet or soutint un sentiment de prospérité fictive. Il ne favorisa pas l'initiative économique privée, vu le bas coût d'extraction de cet or. L'or fut une cause du retard du Portugal derrière les pays du Nord, maintenant par ailleurs le pouvoir conservateur et autoritaire de l'État.
Avec l'or furent édifiées des œuvres pharaoniques, symboles de la suprématie des forces conservatrices religieuses et aristocrates. Le Baroque, style de la Contre-Réforme était utilisé :
- le gigantesque Convento de Mafra, dans les environs de Lisbonne, achevé en 1730 par plus de 50 000 ouvriers, qui ne fut d'aucune utilité,
- l'Igreja de Santa Engrácia ou Panthéon national,
- de somptueuses modifications furent apportées au palais royal,
- de nombreux palais d'aristocrates,
- certains édifices utiles, mais construits en vain (?), tels que l'aqueduc des Eaux Libres, en 1720. La population de la ville crut jusqu'à 185 000 habitants. La cause en fut notamment le besoin en main-d'œuvre de ces constructions. Mais, contrastant avec la richesse des élites corrompues, les basses classes vivent chichement. D'autant plus que les travaux finis laissaient le plus souvent place au chômage.

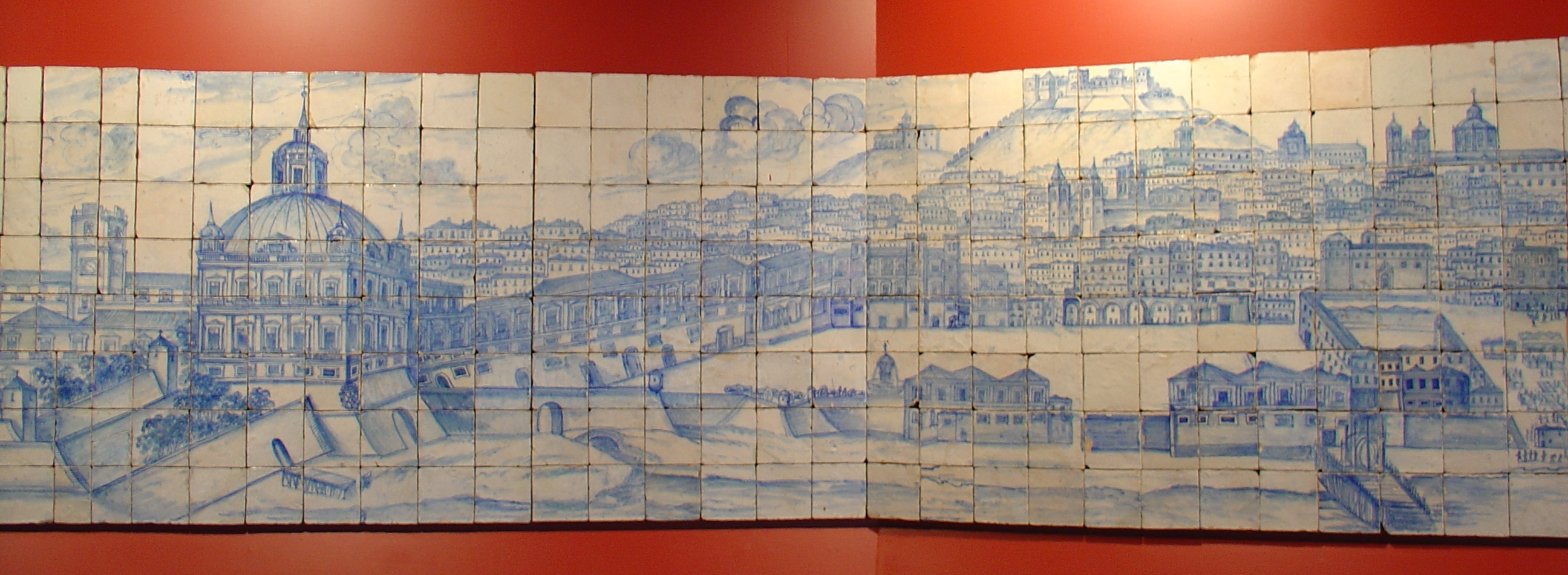
Vue de la Praça do Comércio avant le tremblement de terre de 1755. Museu Nacional do Azulejo, Lisbonne

- 1755, 1er novembre : tremblement de terre de Lisbonne de 1755.

À partir de 9h40min, la terre se mit à trembler avec une intensité qui ne fut probablement jamais dépassée dans le monde jusqu'à aujourd'hui. Le calme revint au bout d'une minute, mais un nouveau séisme suivit. La population chercha refuge sur les places sur le Tage. Une partie fut noyée par l'énorme tsunami qui vint de l'Atlantique. Après le séisme, la ville est en ruines. Le grande Torreão Real, la Casa da Índias, le Convento do Carmo, le Tribunal da Inquisição, l'Hospital de Todos-os-Santos, entre autres, furent détruits. Une bonne partie des maisons peu solides des basses classes furent détruites (17 maisons sur 20). Survécurent le Bairro Alto, quelques édifices de pierre et certaines zones.
Au séisme succédèrent des pillages et d'importants incendies. Finalement, 18 % moururent. Beaucoup perdirent toutes leurs possessions. Cette catastrophe ébranla la confiance dans le Régime, et provoqua probablement la mise en œuvre des réformes libérales, économiques et politiques entreprises par le ministre marquis de Pombal.

### Les lumières:1755 à 1807

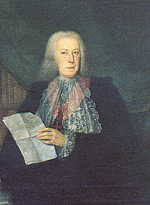
Le marquis de Pombal

Le marquis de Pombal prononça sur les ruines de Lisbonne une phrase qui resta dans les annales : il faut « enterrer les morts et s'occuper des vivants ». Son idée était de remettre à niveau l'économie et la société portugaise. Il limita le pouvoir de l'Église. Il expulsa du pays sa phalange, les jésuites. Les aristocrates terriens et conservateurs perdirent brutalement leur pouvoir à la suite d'une série de complots et contre-complots. Ceux-ci s'achevèrent par l'exécution cruelle de la famille qui menait la réaction conservatrice, les Távora. Ils furent reconnus responsables d'un attentat contre le roi José Ier. Ils voulaient le renverser et proclamer roi le duc de Aveiro, ainsi que renvoyer Pombal. L'Inquisition fut supprimée. Les chrétiens nouveaux constituaient la majeure partie des classes moyennes éduquées et libérales de la ville et du pays. Toutes les limitations légales de leur statut furent supprimées. Le monopole légal des aristocrates du sangue puro fut supprimé de même, et l'accès aux charges du gouvernement leur fut à nouveau permis.

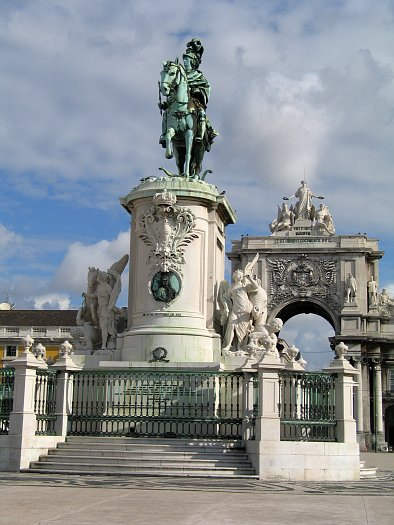
Statue de José Ier sur le Terreiro do Paço.

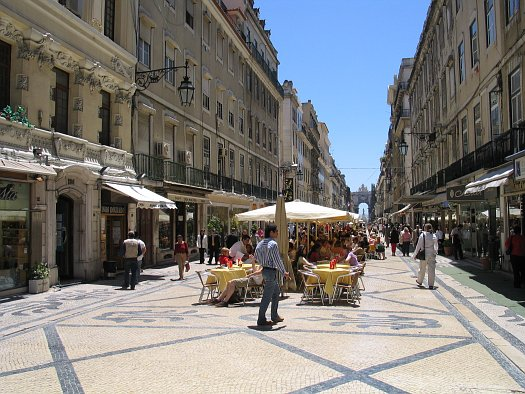
Rua Augusta: un exemple de rue large et rectiligne, avec des matériaux de construction résistant aux séismes.

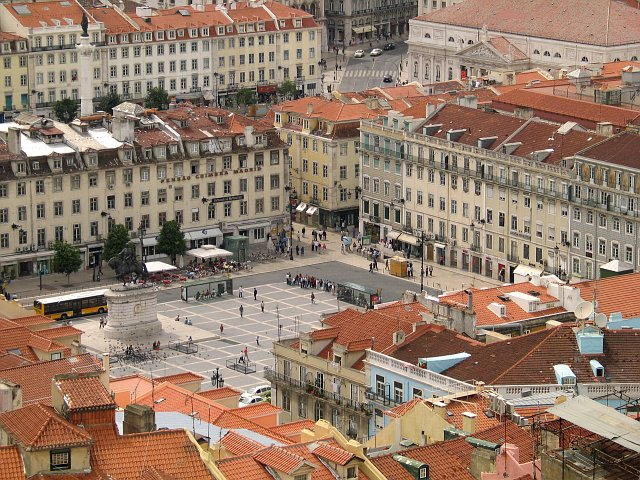
La nouvelle Praça da Figueira fut construite comme nouvelle place de marché.

L'industrie était soutenue de façon dirigiste, mais aussi vigoureuse. Un certain nombre de manufactures royales furent établies à Lisbonne et dans d'autres villes. Ces manufactures prospérèrent. À la fin du gouvernement pombalin, et par rapport au début de celui-ci, le nombre des manufactures était multiplié par 20. Enfin, les divers impôts et droits douaniers à l'intérieur du pays, préjudiciables au commerce furent pour la plupart abolis. Grâce à ces réformes, Pombal put s'appuyer sur des donations et des prêts accordés par les marchands et les industriels de Lisbonne.
À Lisbonne, Pombal rejeta les conseils de certains qui préconisaient de déplacer la capitale dans une autre ville. Il ordonna la reconstruction en accord avec les nouvelles théories d'organisation urbaine. Il ordonna même une évaluation de la situation concrète au moyen d'une enquête d'un type inédit auprès de la population. La reconstruction, d'un coût de plus de 20 millions de cruzados, fut financée en grande partie par le Brésil. D'autre part, l'Angleterre, l'Espagne et la Hanse allemande apportèrent leur soutien en envoyant des matériaux de construction. Dans l'attente de l'érection de nouveaux palais en pierre, le Roi et la Cour vécurent dans des palais de bois. Il fut envisagé de déplacer le centre-ville à Belém. Mais Eugénio dos Santos élabora un autre projet pour la Baixa, le quartier le plus endommagé. Ce fut cette dernière solution qui fut choisie par Pombal. À la place de rues étroites et d'édifices instables de par la construction désordonnée par les habitants, c'était l'État lui-même qui se chargeait de construire des rues larges, pour réduire les risques d'accidents en cas de chutes de débris lors des séismes et pour faciliter la circulation, et des bâtiments à plusieurs étages. Ceux-ci furent construits avec des techniques plus modernes, en poulailler, c'est-à-dire sur un squelette solide de bois qui leur confère de la souplesse en cas de séismes. Les façades furent de style néo-classique et les fenêtres en guillotines. Le centre-ville fut déplacé dans des rues plus à l’est : la nouvelle Rua Augusta, Rua do Rei, Rua do Príncipe, Rua do Ouro… Le Terreiro do Paço fut aussi reconstruit en arches, avec la célèbre Arco ouvrant sur la Rua Augusta. De nouveaux bâtiments y furent édifiés : ministères, tribunaux, l'Arsenal, les Douanes Alfândega, la Bourse, une statue du roi José Ier. Fut aussi créé le Passage public, mélange de trottoirs et jardins, où se trouve aujourd'hui l’avenue de la Liberté.
Malgré la volonté du gouvernement, les classes moyennes éduquées ne s'installèrent pas dans ce centre-ville. Ce furent les artisans et les marchands de boutique qui créèrent le véritable centre commercial qui continua de se transformer jusqu'à aujourd'hui. Le Rossio fut réagencé selon le second projet de Carlos Mardel (pt). Le vieux Palácio da Inquisição fut remplacé par le théâtre national Dona Maria II. À l'endroit où se tenait l'Hospital de Todos-os-Santos fut construite une nouvelle place pour un marché : initialement appelée Praça Nova ou Praça das Ervas, aujourd'hui elle est appelée Praça da Figueira.
- 1806 : Achèvement de la reconstruction de la ville.

Grâce à une modernisation de l'économie portugaise, la ville se développa et s'agrandit jusqu'à 250 000 habitants. Le développement se faisait dans toutes les directions géographiques, occupant les nouveaux quartiers de l'Estrela (pt), Rato, où un centre industriel se développa autour de l'arrivée de l'aqueduc (poteries), l'Alcântara, Ajuda, Sapadores (?), et les Amoreiras (Mûriers), où s'installèrent de nouvelles soieries (les vers à soie étaient nourris grâce aux feuilles de ces arbres). Pombal essaya de promouvoir les classes moyennes, qu'il voyait comme essentielles au développement et au progrès du pays. Les premiers cafés furent créés. Ils étaient la propriété de Luso-Italiens. Certains demeurèrent jusqu'à aujourd'hui, tels le Martinho da Arcada sur le Terreiro do Paço, le Nicola sur le Rossio, dont le propriétaire, qui était libéral, illuminait la façade après chaque victoire politique progressiste. Les réceptions entre les bourgeois les plus riches apparurent. De façon inédite, les femmes y participaient, alors que les nobles conservateurs n'y allaient pas. Les nouveaux journaux de la capitale se faisaient le relais des idées libérales de cette bourgeoisie composée à la fois de chrétiens nouveaux et anciens.
Lorsqu'elle accéda au trône, la reine Marie Ire écarta Pombal du gouvernement. Très religieuse, elle contribua à l'édification de la basilique de l'Estrela. Entourée de religieux et de nobles, elle limita et même annula quelques-unes de ses réformes progressistes. Ce mouvement s'appela la Viradeira (pt). S'ensuivit une détérioration des conditions économiques et des problèmes budgétaires.
- 1780 : Création de la Police de Lisbonne.

L'objectif est de faire face aux problèmes grandissants de pauvreté et de criminalité. Elle fut d'abord dirigée par Diogo Pina Manique. On renoua avec les anciennes pratiques ; la Polica poursuivait, arrêtait, torturait et bannissait tous les progressistes : francs-maçons, jacobins, et libéraux. La censure s'agrandit sur les journaux. Les livres des philosophes libéraux, des Protestants furent interdits, et les cafés surveillés. La culture fut mise sous contrôle, et toutes les manifestations qui n'étaient pas purement catholiques furent prohibées. Ceci incluait l'ancien carnaval.
- 1793 : Achèvement du Teatro Nacional de São Carlos dans le Chiado: financé par des initiatives privées, il remplaça l'Opéra du Tage détruit pendant le tremblement de terre.

## LeXIXesiècle

### L'occupation française et britannique:1807 - 1820
À la fin du XVIIIe siècle, à la suite de la guerre d'indépendance américaine, les idées libérales commencèrent à prendre un poids important à travers toute l'Europe. Au début de la Révolution française, les libéraux lisboètes jubilèrent de la défaite des aristocrates français. Mais très vite, la révolution se radicalisa. Alliée à l'Angleterre, le Portugal refusa de participer au blocus continental décrété par Napoléon. Ce dernier envoya alors une armée commandée par Junot pour conquérir le pays.
- 1807 : La première invasion napoléonienne du Portugal ne rencontra pratiquement pas de résistance : la famille royale famille royale, la haute noblesse et le grand clergé s'embarquèrent pour le Brésil le 29 novembre 1807. Junot entra à Lisbonne le 30 novembre et fut d'abord bien accueilli par la population lisboète. Il s'installa dans le Palácio de Queluz (pt). Le quartier général français s'établit au café Nicola do Rossio. Des discussions furent entamées entre bourgeois lisboètes et les officiers français. Tous pensaient que Junot allait continuer les réformes entreprises par Pombal. L'intendant-général Laborde fit « disparaître des montagnes d'immondices et de boue dont les rues étaient obstruées depuis le tremblement de terre[18]. ».

Toutefois, les Français décidèrent de diviser le pays. Lisbonne serait directement incorporée à l'Empire français, tandis que l'ancien Portucale (pt) serait ressuscité en le royaume de Lusitanie septentrionale. Les Portugais demandèrent l'aide de l'Angleterre. Son action fut facilitée par le manque de réformes français, et les exactions que les soldats faisaient subir à la population. L'Angleterre envoya un corps expéditionnaire, mené par Wellesley (futur duc de Wellington) et Beresford. Les Français, en nombre inférieur furent contraints de se retirer à la fin de 1808. Les Anglais s'installèrent de suite dans la ville, suivant un accord de retraite, dans le quartier de l'Arroios (pt).
Lisbonne souffrit économiquement de l'ouverture des ports du Brésil à l'Angleterre. Les Anglais reçurent de João VI de Portugal, qui résidait à Rio de Janeiro, le contrôle du gouvernement de la ville et du pays. Ils l'administrèrent comme une colonie. Les bourgeois partisans de la France furent exécutés. Des fortifications pour défendre les accès à la ville furent construites sur les Torres Vedras, où, depuis l'époque romaine se terminait le territoire de Lisbonne.
- 1811 : défaite et retrait d'une nouvelle force d'invasion française menée par André Masséna (aux Torres Vedras).

Le général Wellington mena une armée composée d'Anglais et de quelques Portugais pour libérer l'Espagne, à partir de Lisbonne. Napoléon fut définitivement vaincu en 1815.
- 1820 : révolte contre le colonialisme anglais.

Les bourgeois de Porto, puis de Lisbonne se rebellèrent contre l'oppression anglaise, et prirent contrôle de leur ville. Ils s'unirent et expulsèrent les gouverneurs anglais dans un coup d'État. Les Libéraux convoquèrent les Cortes.

### Libéralisme et cabralisme:1820 - 1860
- 1822 : Promulgation de la Constitution de 1822.

Furent aussi promulguées une Charte des Droits de l'Homme, et décidée la fin des privilèges du clergé et de la noblesse. Le fils du roi, Miguel prit la tête des réactionnaires conservateurs absolutistes, et déclencha une guerre civile, contre les forces révolutionnaires constitutionalistes libérales de son frère l'Empereur Pierre Ier du Brésil, puis Pierre IV de Portugal.
- 1834 : victoire de dom Pedro.

La constitution promulguée est plus conservatrice qu'attendu. Toutefois, quelques réformes libérales furent effectuées : Suppressions des ordres religieux, expropriation de nombreux biens de l'Église, qui avait soutenu les miguelistes.
- 1836 : conspiration des septembristes.

Cette conspiration fut menée par des petits bourgeois et lettrés lisboètes, déçus par Dom Pedro. Ils exigeaient le rétablissement de la Constitution de 1822. A contrario, deux coups d'État absolutistes furent tentés en 1836 et 1837. Lisbonne et le Portugal se divisèrent en deux groupes radicaux qui refusaient de dialoguer l'un avec l'autre. Finalement, en 1842, à la suite de l'abolition de l'esclavage par les libéraux, les absolutistes réussirent à rétablir un gouvernement sous l'autorité de Costa Cabral qui pourchassa, tortura et exécuta brutalement toute opposition. Dans cette ambiance chaotique, les grandes puissances du nord planifiaient la division des colonies et des provinces du Portugal (?).
La période du gouvernement libéral (1820 - 1842) fut marquée par les guerres et guérillas, mais pourtant aussi par l'introduction de diverses réformes et entreprises. Fut finalement réalisé le vieux projet d'éclairage public de la ville, entre 1823 et 1837. Une bonne partie des propriétés privées possédaient déjà leur éclairage. Les lampadaires étaient au départ à l'huile d'olive, puis à l'huile de poix, et furent remplacés par des lampadaires au gaz en 1848. Un nouveau réseau de rues fut construit. Un service de bateaux à vapeur reliant Porto à Lisbonne via l'océan fut établi.
- 1856 : inauguration du premier tronçon de chemin de fer, entre Lisbonne et le Carregado.

La construction de chemins de fer fut planifiée plus tôt. Mais elle fut retardée par la lutte avec les conservateurs.
Cette période est aussi marquée par la perte de la viabilité économique de Lisbonne. Le Brésil déclara son indépendance. Ses produits et son or ne fournirent plus la capitale. À l'époque du cabralisme, le parti conservateur attribua des titres nobiliaires à de nombreux bourgeois, dans l'objectif inavoué de les compromettre. Ce qui connut quelque succès. Avec la perte de revenus provenant du Brésil, la classe oisive craignait la compétition pour les subsides de l'État et soutenait les divisions sociales artificielles et rigides. C'est à cette époque que se multiplièrent les baronnies et comptés sans domaine, héréditaires ou non. Les bénéficiaires recevaient des pensions de l'État. La grande aristocratie avait pris l'habitude de passer l'hiver à Lisbonne. La ville stagna et passa, de cinquième ville plus peuplée d'Europe à dixième. Les emplois devinrent plus précaires et se raréfièrent.
À la fin des conflits entre conservateurs et libéraux, Lisbonne ne recevait plus d'or du Brésil. D'autre part, l'Angleterre avait pris sa place dans le commerce avec le Brésil. Elle se trouvait dans une situation économique désespérée. Dans le nord de l'Europe, les États commençaient à s'industrialiser, et s'enrichissaient en commerçant avec l'Amérique et l'Asie. Le retard du Portugal paraissait irréversible. Les conservateurs n'avaient réussi à complètement défaire les libéraux. Effrayés par leur échec économique, ils cédèrent un peu de terrain. Des réformes limitées furent entreprises. Toutefois, aucun compromis sur l'esprit catholique, rural, et conservateur. Le pouvoir restait entre les mains des grands propriétaires. Des élections furent réalisées. Seuls les propriétaires terriens avaient le droit de vote. Des postes furent attribués aux grands bourgeois et aux capitalistes. Les privilèges et pensions de l'État aux classes dirigeantes étaient maintenus, et l'industrialisation fut limitée aux intérêts de celle-ci.
À cette époque, Lisbonne paraissait comme une cité pauvre et sale, en comparaison des autres capitales européennes. Son importance commerciale se résume au monopole du commerce des produits avec le reste des colonies portugaises, telles que l'Angola, le Mozambique.
Le pays lui-même était décrit à Londres, Paris ou Berlin comme une extension de l'Afrique du Nord, c'est-à-dire un territoire incapable de s'autogouverner. Les premières émigrations économiques (à différencier des émigrations précédentes de colonisation) commencèrent. Les populations des couches les plus pauvres de Lisbonne s'en allaient travailler ailleurs, entre autres au Brésil. Le Portugal restait un pays rural. Son commerce était restreint du fait d'un protectionnisme. Sa population était analphabète et manquait de soins de santé. Si les classes sociales les plus riches avaient le même style de vie que celles d'Europe du Nord, elles vivaient en grande partie des pensions de la Cour royale. Par ailleurs, l'État devint fortement corrompu. Un système de «coutumes d'indulgence» s'établit : on mettait fin aux persécutions mais aussi aux réformes. Parmi les hommes d'État inertes et corrompus se détachaient tout de même certaines qui comprenaient la nécessité de réformes. Fontes Pereira de Melo fut le ministre qui lutta le plus pour la libéralisation de l'économie et pour l'industrialisation du pays. Diverses entreprises économiques et industrielles furent encouragées.

### Modernisation de la ville:1860 - 1900

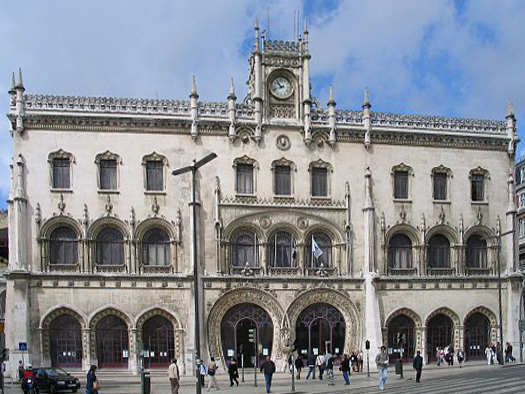
Gare du Rossio.

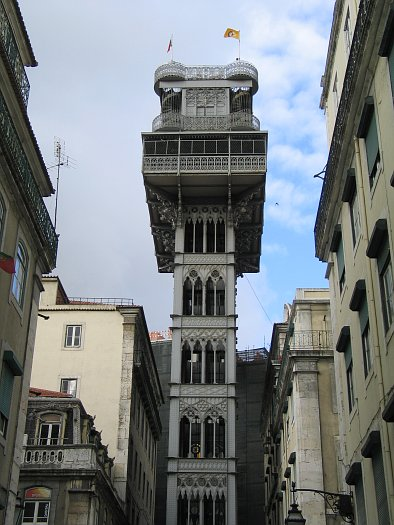
Ascenseur de Santa Justa, de 1902

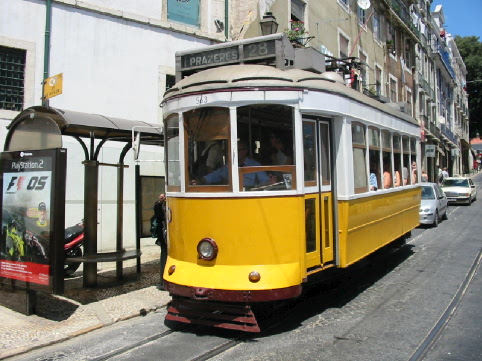
Un tram électrique moderne

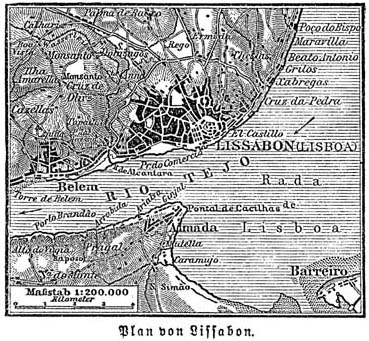
Plan de la ville en 1885.

Un réseau de chemins de fer fut construit pour relier les villes de la route de Lisbonne à Porto, à partir de deux nouvelles gare : la Estação de Santa Apolónia (pt) et la gare du Rossio. L'éclairage public électrique fut mis en place en 1878, en remplacement de l'éclairage au gaz. Les premiers plans directeurs pour organiser l'urbanisme de la ville furent établis. Il était important de modifier l'image de la capitale, qui choquait les visiteurs venant de l'Europe du Nord. Des directives municipales encouragèrent les propriétaires à utiliser des azulejos et peindre leur façade en rose. Les premiers systèmes de canalisation d'eau et d'égout furent mis en place, pour faire face aux épidémies de choléra. Les vieilles et nouvelles rues furent refaites, selon l'ancienne technique de chaussée portugaise. Des tramways à chevaux (americanos) furent introduits en 1873. Ils furent remplacés par des tramways électriques en 1901. Des ascenseurs électriques furent installés sur de nombreuses collines à partir de 1880.
Le centre culturel et commercial de la ville se transféra au Chiado. Comme les anciennes rues du quartier de la Baixa étaient déjà occupées, les propriétaires des nouvelles boutiques et clubs s'établirent sur la colline à côté, qui rapidement se transforma. C'est là que furent fondés les clubs tels que le Grémio littéraire, célèbre (dans ?) les histoires de Eça de Queiroz, et fréquenté par Almeida Garrett, Ramalho Ortigão, Guerra Junqueiro, Oliveira Martins et Alexandre Herculano. S'installèrent également des boutiques de vêtements suivant les modes de Paris, et d'autres produits de luxe, des grands magasins dans le style du Harrods de Londres ou des Galeries Lafayette et Paris, des nouveaux cafés tels le Tavares et le Café do Chiado.
De nouvelles constructions et rues, encouragées par la Mairie, ouvrirent les nouveaux quartiers du nord de Lisbonne Novas construções e vias abrem os novos bairros do norte de Lisboa, estimulados pela Câmara Municipal apoiada pelos burgueses. En 1878, le Passeio Público est démoli et remplacé en 1886 par l'Avenida da Liberdade, dessinée par Ressano Garcia (pt). Cette avenue était longue de plus d'un kilomètre et s'étendait sur des terres agricoles, en anticipation de l'extension de la ville. Cette avenue devint l'axe central de la ville. À son sommet fut construite la Praça do Marquês de Pombal, à partir de laquelle partirent les nouvelles rues de la Nouvelle Lisbonne. Dans ces avenues, furent édifiés des hôtels particuliers pour les élites de la ville, à côté de nouveaux édifices publics, tels le Liceu Camões (en 1907) et la Maternidade Alfredo da Costa (1909). La plus importante de ces avenues est l'Avenida Fontes Pereira de Melo, vers le nord est, qui se termine par la nouvelle Praça Duque de Saldanha. De là part une autre grande avenue, autrefois l'Avenida de Ressano Garcia. Dans les abords, s'étendaient le Campo Grande (un champ ouvert) et l'arène du Campo Pequeno, achevée en 1892, dans un style néomauresque. De nouveaux quartiers furent construits dans les environs, selon des plans similaires à ceux de la Baixa Pombalina : le quartier du Campo de Ourique (pt) vers l'ouest, celui de l'Estefânia vers l'est. À côté de ce dernier quartier fut construite l'Avenida Dona Amélia, reliant le quartier au Martim Moniz. Tous ces travaux transformèrent la ville. Le nouveau centre géographique se situa au quartier du Marquês et celui de aa Baixa et était l'emplacement des grandes boutiques. Vers l'est, s'établirent les classes moyennes et pauvres, tandis qu'à l'est s'installèrent les plus riches.
Culturellement, ce fut pendant cette période que les corridas et le fado devinrent des loisirs populaires réguliers. À ceux-ci vint s'adjoindre le théâtre populaire et le théâtre de revue, inventé à Paris, qui disputaient les nouveaux théâtres de la ville avec les vieilles et érudites comédies ou tragédies. Un loisir typiquement portugais fut l'Oratória, dans lequel les acteurs corrompaient le vieil art du Padre António Vieira en arguments chantés, fleuris et presque toujours superficiels, avec lequel ils se disputaient les récompenses (??). Les premiers grands jardins publics surgirent, à l'imitation du Hyde Park de Londres, et des jardins des villes allemandes. Le premier d'entre eux fut le Jardim da Estrela, où se promenaient les bourgeois pendant les week-ends.
Les classes élevées étaient à l'époque constituées de nobles et de bourgeois qui tentaient de concilier conservatisme et libéralisme. À ceux-ci se joignaient les brasileiros : il s'agissait d'émigrants d'abord pauvres qui avait fait fortune au Brésil et étaient revenus à Lisbonne, dans l'espoir de se faire accepter dans les hauts cercles de la ville. Lisbonne était le centre industriel du pays, même si l'industrialisation était très réduite par rapport à celle en Angleterre ou en Allemagne. La croissance des classes pauvres était importante. Les premiers prolétaires faisaient leur apparition. Ils vivaient souvent dans des quartiers misérables et insalubres, où prospérait le choléra et d'autres maladies. Ils travaillaient la journée durant pour obtenir à peine de quoi nourrir leur famille. Les libéraux des classes moyennes se renouvelèrent dans un nouveau mouvement à la fois libéral et radical. Celui-ci menaçait à la fois les propriétaires des grands domaines et les nouveaux barons capitalistes. De l'alliance entre les prolétaires les plus éduqués et les classes moyennes naquit le nouveau libéralisme radical. Ce mouvement était aussi appelé le républicanisme. Il s'opposait aux anciens libéraux aujourd'hui dépendant de l'État monarchique (les bourgeois anoblis).

## LeXXesiècle

### La révolution de1910
Le pays avait toujours besoin de réformes et d'un développement plus important. Les classes moyennes fondèrent le Partido Republicano ou parti républicain dans l'objectif de défendre des réformes libérales radicales telles le suffrage universel, la fin des privilèges de l'Église catholique et des pensions de nobles, et plus que tout l'éradication d'une élite politique discréditée par la corruption et l'incompétence. Le pays était divisé, et dépendait énormément des pays nord-européens. (! à traduire : Um episódio catárquico foi sem dúvida a humilhação frente ao Ultimato Inglês, por uma nação aliada). Les conditions qui rendraient possible l'arrivée au pouvoir des républicains étaient avant tout d'ordre économique. À la fin du XIXe, un lent processus d'industrialisation se concentra autour de Lisbonne. À côté de la majorité de la population, qui demeurait rurale, catholique, attachée au Roi et à l'Église, apparut une nouvelle classe populaire à Lisbonne (et de façon moindre à Porto et Beira), qui partageait des idées plus progressistes. La grande industrie de Lisbonne était la fabrication de dérivés du tabac. Toutefois, existaient aussi des usines de textile, des verreries, des usines de conserves et de caoutchouc. Au total, plusieurs dizaines de milliers de personnes travaillaient en usine, sur une population de 300 000 personnes.
Les premières zones industrielles de Lisbonne furent les quartiers d’Alcântara, Bom Sucesso et Santo Amaro. Les conditions de travail étaient difficiles, les enfants travaillaient souvent de longues heures dans les usines. Les ouvriers venaient en grand nombre de la campagne, avec aucun bagage, et s'installaient dans les faubourgs de la ville. Parfois, ils venaient du même village, et s'installaient sur des terrains, des cours abandonnés à l'intérieur de la ville (notamment dans la Graça). Les entrepreneurs construisaient des habitations à coût réduit pour attirer la main-d’œuvre. Certains travailleurs s'unirent dans les premiers syndicats. Beaucoup de ces syndicats étaient affiliés au mouvement anarchiste. Au lieu de se joindre aux nouveaux partis marxistes comme dans les autres pays d'Europe, les autres ouvriers s'unirent aux classes moyennes (employés, médecins et avocats) du Partido Republicano. Ainsi, ce parti, restant faible au nord du pays (à l'exception de Porto) gagna en influence à Lisbonne. En plus de défendre la propriété et le marché libre, les Républicains promettaient l'amélioration des conditions de travail et des mesures sociales. Parallèlement, les classes aisées vivaient dans une société à part. Le gouvernement utilisait souvent la répression en réaction aux demandes des Républicains.
- 1907 : dictature de João Franco.

Il s'agissait d'une tentative de réaction de l'élite inquiète.
- 1908 : attentat contre la famille royale.

Le roi Charles et le prince héritier décédèrent. Cette action fut sans doute provoquée par des anarchistes, qui s'attaquaient à toutes les personnalités de l'Europe à cette époque.
- 1909 : grèves importantes organisées par les ouvriers lisboètes.
- 1910 : révolte de la ville.

La population de la ville forma des barricades dans les rues. Des armes furent distribuées. Les armées à qui l'on avait ordonné de réprimer la Révolution subirent des désertions. Même s'il était rural, catholique et conservateur, le reste du pays soutint tout de même la Révolution. La République fut proclamée.
Des mesures libérales furent proclamées : couverture sociale des travailleurs, avec la création de l'État-providence, droit de grève, fin des privilèges de l'Église et de la noblesse, droit au divorce. L'assiette fiscale fut mieux répartie entre riches et pauvres.

### De 1910 à nos jours
La période de la République fut marquée par des conflits et des violences politiques. La situation était tendue à travers toute l'Europe et elle l'était encore plus au Portugal. La République était écartée entre les monarchistes hostiles, et les mouvements ouvriers de plus en plus extrémistes, animés par les nouvelles théories de l'anarchisme et du marxisme, qui appelaient à la lutte dans les rues contre les «régimes bourgeois». En outre, elle héritait d'une dette record des dernières années de la monarchie. Se succédèrent des grèves générales (à présent légales), des manifestations, et même des attentats à la bombe et à balle dans les rues de la ville. Les gouvernants étaient divisés sur la façon de gérer la situation.
- 1912 : coup d'État manqué des monarchistes du Nord du pays.
- 1914 : entrée dans la Première Guerre mondiale.

Le Portugal entra en tant qu'allié de l'Angleterre et de la France. Il envoya des hommes et des provisions importantes par rapport à la crise que subissait le pays. La situation économique et politique était mauvaise et il y eut même des épisodes de famine. En conséquence, plusieurs coups d'État contre la République furent tentés par les conservateurs catholiques. Ils recevaient l'appui implicite des syndicats et de mouvements ouvriers qui souhaitaient créer des désordres qui leur permettraient d'obtenir plus de gains révolutionnaires.
- 1915 : prise du pouvoir par le général Pimenta de Castro.
- 1917 : pouvoir autoritaire et inconstitutionnel de Sidónio Pais.

Tous les deux dissolurent le Parlement et établirent un gouvernement dictatorial.
- 1918 : grippe espagnole.

Elle tua plusieurs milliers de personnes. La situation des ouvriers empira. Ceux-ci se révoltèrent plusieurs fois et Sidónio Pais fut assassiné.
C'est dans cette période que fut construite la plus grande partie des immeubles d'habitations le long du Nord de la ville, ouvert par les nouvelles avenues. Peints avec les couleurs traditionnelles de la ville, jaune, rose et bleu ciel, avec des façades à plusieurs étages couronnées de mansardes, ils forment toujours aujourd'hui le visage le plus visible de la cité. Presque tous sont édifiés par de petits entrepreneurs, originaires dans leur majorité de la ville de Tomar, et ainsi réputés pour être de braves types. Certains de ces bâtiments furent construits à la va-vite, et sans souci de sécurité, ce qui provoqua plusieurs accidents mortels dans les années suivantes.
- 1926 : fin de la République.

Après deux tentatives en 1925, la droite conservatrice prit le pouvoir, sous prétexte de mettre fin à l'anarchie dont elle était pourtant en partie à l'origine. Au départ, la dictature fut militaire, et dirigée par le général Gomes da Costa. Un nouveau gouvernement fut par la suite mis en place, dirigé par António de Oliveira Salazar. Ce gouvernement adopta rapidement une idéologie semi-fasciste.

## Personnalités
- Personnalités de l'Église
- Saint Antoine de Lisbonne
- Isaac Abravanel